# 知的生きかた文庫
知的生きかた文庫（ちてきいきかたぶんこ）とは三笠書房から出版されている文庫本のレーベルである。
ビジネス関連のものにはB、生活関連のものにはL、文化関連のものにはCが表示されている。1984年に創刊され、そこから三笠書房は文庫本市場へ進出した（1951年に三笠文庫が進出している）。1998年、既刊点数が1000点を突破。2000年、女性向け文庫のレーベルが「わたしの時間シリーズ」として独立。2012年、既刊点数が2000点を突破する。佐々木豊文『「1冊10分」で読める速読術』は、10万部を超えるヒット作となった。
奥付には、鹿をモチーフとしたロゴが入っている。文庫書き下ろしの他、三笠書房や他社から発行された単行本の文庫化などがある。
三笠書房が出版している文庫レーベルには、他に王様文庫がある。